# روز جهانی تنوع زیستی

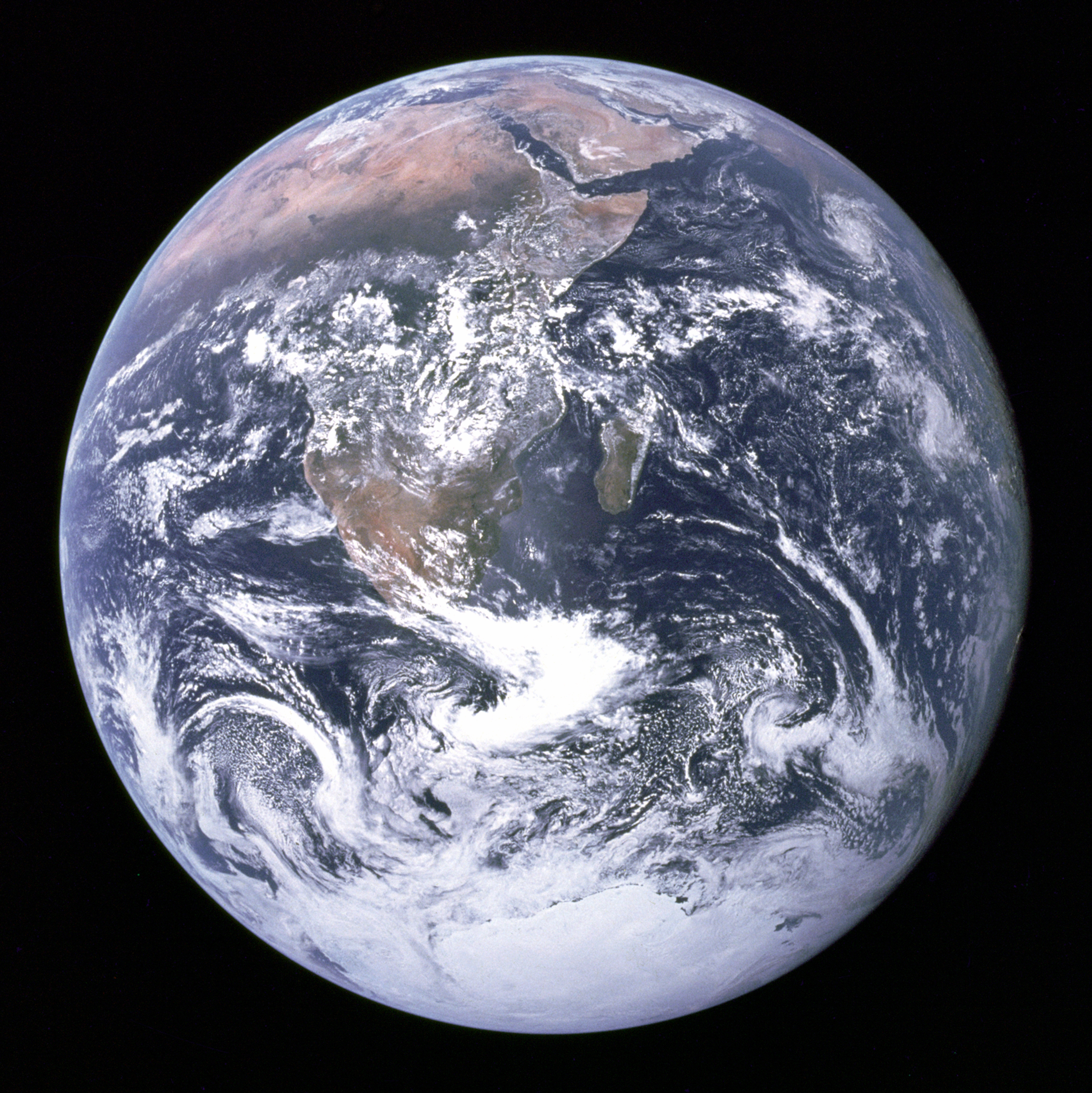
زمین از دید آپولو ۱۷. اولین روز جهانی تنوع زیستی ۲۸ سال پس از این مأموریت جشن گرفته شد.

روز جهانی تنوع زیستی یک روز بین‌المللی است که توسط سازمان ملل متحد برای ترویج مسائل مربوط به تنوع زیستی تعیین شده‌است. این روز در حال حاضر در ۲۲ مه برگزار می‌شود. از زمان ایجاد این روز توسط کمیته دوم مجمع عمومی سازمان ملل متحد در سال ۱۹۹۳ تا سال ۲۰۰۰، در ۲۹ دسامبر به مناسبت روز اجرایی شدن کنوانسیون تنوع زیستی برگزار شد. در ۲۰ دسامبر ۲۰۰۰، این تاریخ برای بزرگداشت تصویب کنوانسیون در ۲۲ مه ۱۹۹۲، در اجلاس زمین ریودوژانیرو، و تا حدی برای جلوگیری از بسیاری از تعطیلات دیگر که در اواخر دسامبر رخ می‌دهد، تغییر یافت.

## دلایل
روز جهانی تنوع زیستی در محدوده سند ۲۰۳۰ یونسکو برنامه توسعه سازمان ملل پس از سال ۲۰۱۵ قرار دارد. در این ابتکار بزرگ همکاری بین‌المللی، موضوع تنوع زیستی به ذینفعان در کشاورزی پایدار، بیابان زایی، فرسایش خاک و خشکسالی؛ آب و فاضلاب؛ سلامت و توسعه پایدار؛ انرژی؛ علم، فناوری و نوآوری، اشتراک‌گذاری دانش و ظرفیت سازی؛ تاب آوری و سازگاری شهری؛ ترابری پایدار؛ تغییرات اقلیمی و کاهش خطر فاجعه؛ اقیانوس‌ها و دریاها؛ جنگل‌ها؛ گروه‌های آسیب‌پذیر از جمله مردم بومی؛ و امنیت غذایی مربوط می‌شود.
نقش حیاتی تنوع زیستی در توسعه پایدار در نتیجه سند کنفرانس سازمان ملل متحد در توسعه پایدار، «جهانی که ما می‌خواهیم: آینده ای برای همه است» به رسمیت شناخته شد.

## دوره‌ها
| سال  | موضوع                                             |
| ---- | ------------------------------------------------- |
| ۲۰۰۰ | اختصاص به تنوع زیستی جنگل                         |
| ۲۰۰۳ | تنوع زیستی و کاهش فقر - چالش‌های توسعه پایدار      |
| ۲۰۰۴ | تنوع زیستی: غذا، آب و سلامت برای همه              |
| ۲۰۰۵ | تنوع زیستی: بیمه عمر برای دنیای در حال تغییر ما   |
| ۲۰۰۶ | حفاظت از تنوع زیستی در مناطق خشک                  |
| ۲۰۰۷ | تنوع زیستی و تغییرات آب و هوایی                   |
| ۲۰۰۸ | تنوع زیستی و کشاورزی                              |
| ۲۰۰۹ | گونه‌های مهاجم بیگانه                              |
| ۲۰۱۰ | تنوع زیستی، توسعه و کاهش فقر                      |
| ۲۰۱۱ | تنوع زیستی جنگل                                   |
| ۲۰۱۲ | تنوع زیستی دریایی                                 |
| ۲۰۱۳ | آب و تنوع زیستی                                   |
| ۲۰۱۴ | تنوع زیستی جزیره                                  |
| ۲۰۱۵ | کنوانسیون تنوع زیستی                              |
| ۲۰۱۶ | جریان اصلی تنوع زیستی؛ حمایت از مردم و معیشت آنها |
| ۲۰۱۷ | تنوع زیستی و گردشگری پایدار                       |
| ۲۰۱۸ | جشن ۲۵ سال اقدام برای تنوع زیستی                  |
| ۲۰۱۹ | تنوع زیستی ما، غذای ما، سلامتی ما                 |
| ۲۰۲۰ | راه حل‌های ما در طبیعت است                         |
| ۲۰۲۱ | ما بخشی از راه حل #برای طبیعت هستیم               |
| ۲۰۲۲ | ساختن آینده ای مشترک برای همه زندگی               |